# Campeonato Europeo de Halterofilia de 1994
El LXXIII Campeonato Europeo de Halterofilia se celebró en el año 1994 en dos sedes: las competiciones masculinas en Sokolov (República Checa) y las femeninas en Roma (Italia), bajo la organización de la Federación Europea de Halterofilia (EWF), la Federación Checa de Halterofilia y la Federación Italiana de Halterofilia.

## Medallistas

### Masculino
| Evento  | Oro                                                | Plata                                                | Bronce                                              |
| ------- | -------------------------------------------------- | ---------------------------------------------------- | --------------------------------------------------- |
| 54 kg   | Halil Mutlu Turquía 122,5 + 155,0 = 277,5          | Sevdalin Minchev Bulgaria 125,0 + 150,0 = 275,0      | Iákovos Polianidis · Grecia · 115,0 + 145,0 = 260,0 |
| 59 kg   | Nikolai Peshalov Bulgaria 135,0 + 162,5 = 297,5    | Radostin Panayotov Bulgaria 132,5 + 157,5 = 290,0    | Yorgos Tzelilis · Grecia · 125,0 + 162,5 = 287,5    |
| 64 kg   | Naim Süleymanoğlu Turquía 145,0 + 180,0 = 325,0    | Valerios Leonidis · Grecia · 140,0 + 177,5 = 317,5   | Ilian Tsankov Bulgaria 142,5 + 170,0 = 312,5        |
| 70 kg   | Yoto Yotov Bulgaria 152,5 + 192,5 = 345,0          | Fedail Güler Turquía 155,0 + 187,5 = 342,5           | Ergün Batmaz Turquía 152,5 + 180,0 = 332,5          |
| 76 kg   | Ruslan Savchenko · Ucrania · 160,0 + 195,0 = 355,0 | Jachatur Kiapanaktsian Armenia 165,0 + 190,0 = 355,0 | Roman Sevosteyev · Ucrania · 162,5 + 192,5 = 355,0  |
| 83 kg   | Vadym Bazhan · Ucrania · 172,5 + 205,0 = 377,5     | Olexandr Blyshchyk · Ucrania · 170,0 + 202,5 = 372,5 | Vadim Vacarciuc Moldavia 165,0 + 205,0 = 370,0      |
| 91 kg   | Alexei Petrov · Rusia · 185,0 + 227,5 = 412,5      | Kaji Kajiashvili Georgia 180,0 + 220,0 = 400,0       | Ivan Chakarov Bulgaria 180,0 + 215,0 = 395,0        |
| 99 kg   | Serguei Syrtsov · Rusia · 190,0 + 225,0 = 415,0    | Oleg Chiritsa Bielorrusia 170,0 + 217,5 = 387,5      | Mujran Goguia Georgia 177,5 + 210,0 = 387,5         |
| 108 kg  | Tymur Taimazov · Ucrania · 195,0 + 235,0 = 430,0   | Vadim Stasenko · Rusia · 185,0 + 220,0 = 405,0       | Ihor Razoronov · Ucrania · 182,5 + 220,0 = 402,5    |
| +108 kg | Andrei Chemerkin · Rusia · 200,0 + 250,0 = 450,0   | Serhi Nahirny · Ucrania · 182,5 + 230,0 = 412,5      | Artur Skripkin · Rusia · 195,0 + 215,0 = 410,0      |

1. 1 2 3  Arrancada (kg) + dos tiempos (kg) = total olímpico (kg).

### Femenino
| Evento | Oro                             | Plata                          | Bronce                         |
| ------ | ------------------------------- | ------------------------------ | ------------------------------ |
| 46 kg  | Donka Mincheva Bulgaria         | Liubov Averianova · Rusia ·    | Csilla Földi · Hungría ·       |
| 50 kg  | Izabela Rifatova Bulgaria       | Anna Strumbu · Grecia ·        | Siika Stoeva Bulgaria          |
| 54 kg  | Neli Yankova Bulgaria           | Zhaneta Gueorguieva Bulgaria   | Konstantina Misirlí · Grecia · |
| 59 kg  | Guergana Kirilova Bulgaria      | Bénédicte Comblez Francia      | Diana Greenidge Reino Unido    |
| 64 kg  | Daniela Kerkelova Bulgaria      | Erzsébet Márkus · Hungría ·    | Alexía Papayeoryíu · Grecia ·  |
| 70 kg  | Milena Trendafilova Bulgaria    | Theodula Spanú · Grecia ·      | Ilona Dankó · Hungría ·        |
| 76 kg  | Mária Takács · Hungría ·        | Derya Açıkgöz Turquía          | Irina Kasimova · Rusia ·       |
| 83 kg  | Karoliina Lundahl · Finlandia · | Panayota Antonopulu · Grecia · | Venera Mannanova · Rusia ·     |
| +83 kg | Liubov Grygurko · Ucrania ·     | Myrtle Augee Reino Unido       | Erika Takács · Hungría ·       |

## Medallero
| Núm. | País        | Oro | Plata | Bronce | Total |
| ---- | ----------- | --- | ----- | ------ | ----- |
| 1    | Bulgaria    | 8   | 3     | 3      | 14    |
| 2    | Ucrania     | 4   | 2     | 2      | 8     |
| 3    | Rusia       | 3   | 2     | 3      | 8     |
| 4    | Turquía     | 2   | 2     | 1      | 5     |
| 5    | Hungría     | 1   | 1     | 3      | 5     |
| 6    | Finlandia   | 1   | 0     | 0      | 1     |
| 7    | Grecia      | 0   | 4     | 4      | 8     |
| 8    | Georgia     | 0   | 1     | 1      | 2     |
| 8    | Reino Unido | 0   | 1     | 1      | 2     |
| 10   | Armenia     | 0   | 1     | 0      | 1     |
| 10   | Bielorrusia | 0   | 1     | 0      | 1     |
| 10   | Francia     | 0   | 1     | 0      | 1     |
| 13   | Moldavia    | 0   | 0     | 1      | 1     |
|      | TOTAL       | 19  | 19    | 19     | 57    |